# América Móvil
América Móvil, S.A.B. de C.V. är ett mexikanskt multinationellt telekommunikationsföretag som är världens fjärde- och Latinamerika:s största mobiloperatör med fler än en kvarts miljard mobilkunder. Bolaget bildades 2000 när det avknoppades från telekommunikationsföretaget Telmex, S.A.B. de C.V., som båda två kontrolleras av världens rikaste person Carlos Slim Helú.